# Натан Редмонд
Натан Редмонд (англ. Nathan Redmond, нар. 6 березня 1994, Бірмінгем) — англійський футболіст ірландського та ямайського походження, півзахисник клубу «Бернлі».
Виступав, зокрема, за клуби «Бірмінгем Сіті», «Норвіч Сіті» та «Саутгемптон», а також національну збірну Англії.

## Клубна кар'єра
Народився 6 березня 1994 року в місті Бірмінгем. Вихованець футбольної школи клубу «Бірмінгем Сіті». Дорослу футбольну кар'єру розпочав 2010 року в основній команді того ж клубу, в якій провів три сезони, взявши участь у 62 матчах Чемпіоншипу. Більшість часу, проведеного у складі «Бірмінгем Сіті», був основним гравцем команди і виграв з командою Кубок англійської ліги 2010/11.

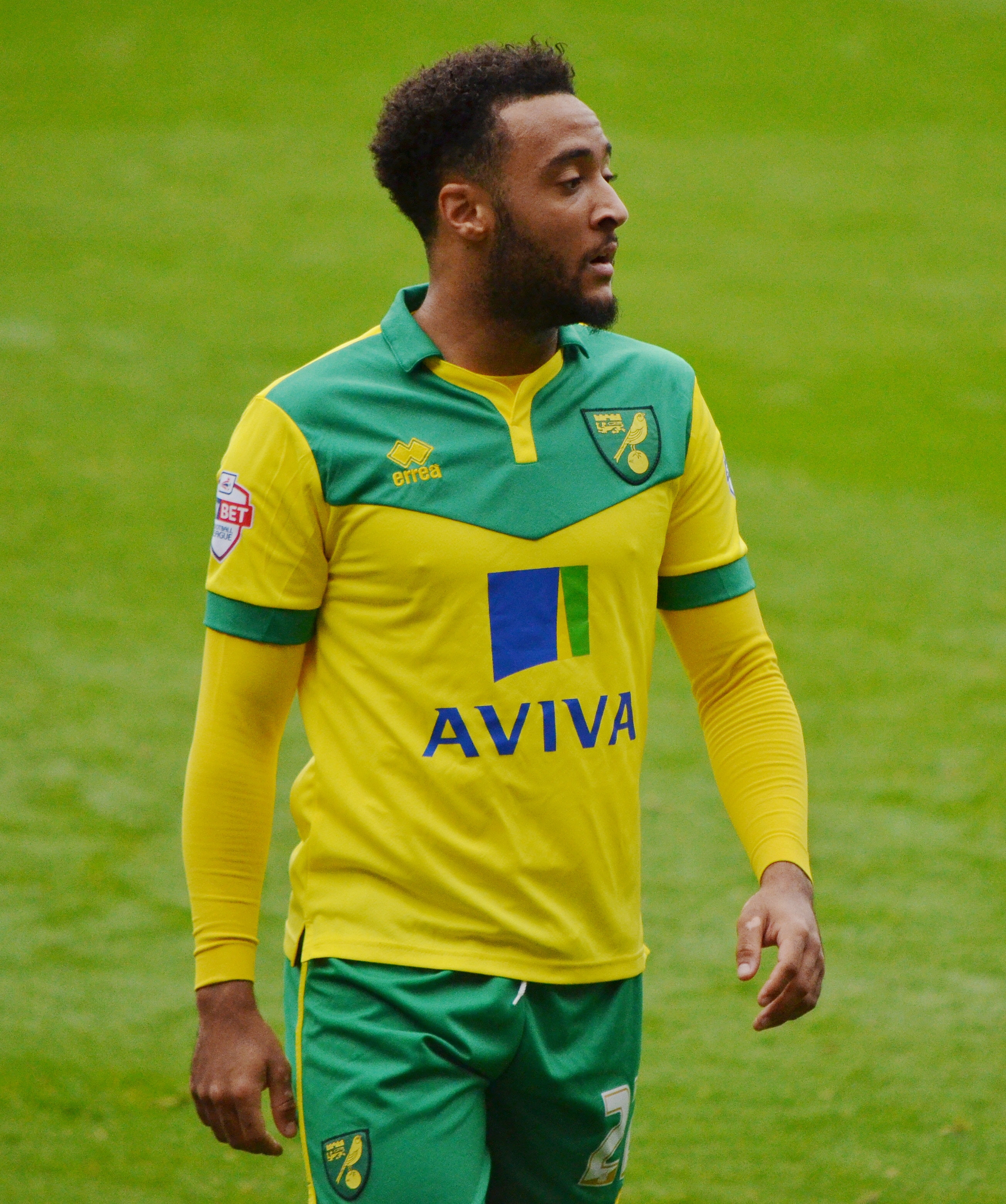
Натан Редмонд під час виступів за «Норвіч Сіті». 2014 рік.

4 липня 2013 року перейшов до «Норвіч Сіті», підписавши з клубом чотирирічний контракт. 17 серпня 2013 року він дебютував за «Норвіч» у матчі Прем'єр-ліги проти «Евертона» (2:2), а через два тижні забив свій перший гол у матчі проти «Саутгемптона». Всього Редмонд відіграв за команду з Норвіча наступні три сезони своєї ігрової кар'єри і здебільшого виходив на поле в основному складі команди.
25 червня 2016 року уклав п'ятирічний контракт з клубом «Саутгемптон», у складі якого провів наступні шість років своєї кар'єри гравця. Тренерським штабом нового клубу також розглядався як гравець «основи».
8 вересня 2022 року підписав контракт із турецьким «Бешикташем». Станом на 6 січня 2023 року відіграв за стамбульську команду 10 матчів в національному чемпіонаті.
21 липня 2023 року підписав угоду на 2 роки з клубом «Бернлі».

## Виступи за збірні
15 жовтня 2009 року Редмонд дебютував у складі юнацької збірної Англії (U-16), а за збірну Англії до 17 року — 3 серпня 2010 року. У 2011 році він став півфіналістом чемпіонату Європи серед юнаків до 17 років, після чого грав на чемпіонаті світу серед 17-річних, де зіграв у трьох матчах. У складі юнацької збірної Англії (U-19) він взяв участь у 8 матчах і забив один гол. З цією ж командою він дійшов до півфіналу чемпіонату Європи серед юнаків 2012 року.
Протягом 2013—2017 років залучався до складу молодіжної збірної Англії, з якою був учасником трьох поспіль молодіжних чемпіонатів Європи — 2013, 2015 та 2017 років. Всього на молодіжному рівні зіграв у 38 офіційних матчах, забив 10 голів.
22 березня 2017 року дебютував в офіційних матчах у складі національної збірної Англії, замінивши Адама Лаллану на 66-й хвилині в товариській грі проти Німеччини (0:1).
Оскільки Редмонд не зіграв у жодній грі на офіційному рівні за національну команду Англії, тому були розмови про запрошення гравця до збірної Ірландії, а пізніше і Ямайки, але за жодну так і не зіграв.

## Титули і досягнення
- Володар Кубка англійської ліги (1):

«Бірмінгем Сіті»: 2010/11

### Індивідуальні
- У символічній збірній молодіжного чемпіонату Європи: 2015[9]
- Найкращий гравець молодіжної збірної Англії до 21 року: 2016
- Найкращий гравець сезону у «Саутгемптоні»: 2018–19[10]